# Serval
Serval (lat. Leptailurus serval) je vrsta iz porodice mačaka. 
Tijelo mu je srednje veličine. Ima vrlo dugačke noge i poznat je po tome što može skočiti i do 3 metra, da bi uhvatio pticu u letu. 
Široko je rasprostranjen u podsaharskoj Africi, živi u savanama, suhim travnjacima, na rubovima tropskih kišnih šuma, čak i na planinskim područjima. Nije prisutan u pustinjama i vlažnim tropskim šumama. Hrani se zečevima, krticama, žabama, vjevericama, flamingoima i dr.
Ova vrsta nije ugrožena, jer ima široko rasprostranjenje. 
Areal servala obuhvaća veći broj afričkih država. Vrsta ima stanište u: DR Kongu, Republici Kongo, Mozambiku, Angoli, Beninu, Bocvani, Burkini Faso, Burundiju, Esvatiniju, Gabonu, Gani, Gvineji Bisao, Eritreji, Etiopiji, Zambiji, Zimbabveu, Južnoafričkoj Republici, Kamerunu, Keniji, Liberiji, Malaviju, Maliju, Maroku, Namibiji, Nigeriji, Nigeru, Obali Bjelokosti, Ruandi, Senegalu, Sijera Leoneu, Somaliji, Sudanu, Južnom Sudanu, Tanzaniji, Togu, Ugandi, Srednjoafričkoj Republici, Čadu i Džibutiju. 

## Vanjske poveznice
Ostali projekti
|  | Zajednički poslužitelj ima stranicu o temi Serval         |
|  | Zajednički poslužitelj ima još gradiva o temi Serval      |
|  | Zajednički poslužitelj ima još gradiva o temi Leptailurus |
|  | Wikivrste imaju podatke o taksonu Serval                  |